# Baselski potres 1356
Potres leta 1356 v Baslu je najpomembnejši seizmološki dogodek, ki se je zgodil v Srednji Evropi v zgodovini in je imel magnitudo 6,0–7,1. Potres, ki se je zgodil 18. oktobra 1356, je znan tudi pod imenom Séisme de la Saint-Luc ('Potres svetega Luke'), saj je 18. oktober praznik svetega Luke Evangelista.

## Potres
Po potresih med 19.00 in 20.00 po lokalnem času je zvečer okoli 22.00 prizadel glavni potres, ponoči pa so sledili še številni popotresni sunki. Basel je sredi noči doživel drugi, zelo silovit šok. Mesto znotraj obzidja je uničil požar, ko so bakle in sveče, ki so padle na tla, zažgale lesene hiše. Število smrtnih žrtev v Baslu je ocenjeno na 300. Uničene so bile vse večje cerkve in gradovi v radiju 30 km.
Potresna kriza je trajala eno leto. Modeliranje makroseizmičnih podatkov kaže, da je bil potresni vir usmerjen vzhod in zahod, smer, ki ustreza prekrivajočim se prelomom Švicarske Jure. Po drugi strani nedavne paleoizmološke študije vzrok tega potresa pripisujejo običajnemu prelomu, usmerjenemu na SZ-JZ in južno od mesta. Pomemben obseg dogodka kaže na morebitno razširitev tega preloma pod mestom.

## Lokacija
Zaradi omejenega števila dogodkov so bili za potres predlagani številni epicentri. Nekatere predlagane lokacije vključujejo prelome pod Švicarsko Juro ali vzdolž obrobja Basel-Reinach.  Druga študija je postavila epicenter 10 km južno od Basla.

## Intenzivnost
Potres je bilo čutiti v Zürichu, Konstanci in celo v Île-de-France. Največja intenzivnost, zabeležena na lestvici Medvedev – Sponheuer – Karnik, je bila IX – X (Destructive – Devastating). Makroseizmična karta je bila oblikovana na podlagi škode, o kateri so poročali iz 30 do 40 gradov v regiji.
Iz teh makroseizmičnih podatkov so bile izvedene različne študije za oceno trenutne velikosti potresa, ki so povzročile različne vrednosti 6,2 (BRGM 1998); 6,0 (GEO-TER 2002); 6,9 (SED 2004) s poročilom o nadaljnjem ukrepanju, ki predlaga razpon med 6,7 in 7,1; (GFZ 2006); in veliko švicarsko študijo 21 evropskih strokovnjakov z ameriškim sodelovanjem, v kateri so bili predstavljeni štiri ocenjene vrednosti 6,9, 6,9, 6,5 do 6,9 in 6,5 ± 0,5 (PEGASOS 2002–2004). Obstajajo tudi različna mnenja o napakah.

## Škoda
Potres je uničil mesto Basel v Švici, blizu južnega konca Zgornjega Porenja in povzročil veliko uničenja v obsežni regiji od Pariza do Prage. Čeprav so na potresno aktivnih robovih tektonskih plošč v Turčiji, Grčiji in Italiji potresi pogosti, so potresi znotraj plošč v Srednji Evropi redki. Po podatkih švicarske seizmološke službe je med več kot 10.000 potresi v Švici v zadnjih 800 letih le pol ducata zabeležilo več kot 6,0 stopnje po Richterjevi lestvici.